# Szigetvár
Szigetvár ([ˈsiɡɛtvaːr]; en croata: Siget; en turco: Zigetvar; en alemán: Inselburg) es una ciudad en el condado de Baranya, en el sur de Hungría. 
En 1994 se inauguró el Parque de la Hermandad Húngaro-Turca, en conmemoración de la Batalla de Szigetvár.

## Ciudades hermanadas
- Eppingen - Alemania.
- Slatina - Croacia.
- Imatra - Finlandia.
- Deva - Rumania.
- Trebisonda - Turquía.